# Kosta Hetagurov
Kosta Hetagurov (n. 15 octombrie [S.V. 3 octombrie] 1859, d. 1 aprilie [S.V. 19 martie] 1906) a fost un poet rus de limbă osetă, considerat întemeietorul literaturii în această limbă.

## Opera
- 1899: Lira osetiană ("Iron fädyr");
- 1895: Poezii ("Stihotvoreniia");
- 1902: Ținutul osetinilor ("Osoba").